# Benjamin Busato
Benjamin Luiz Busato (Nova Palma, 27 de junho de 1902 – Erechim, 27 de março de 1984) foi um padre católico brasileiro.

## Vida
Filho de João Busato e Justina Ruaro. Chegou em Erechim como vigário paroquial da Paróquia São José de Boa Vista do Erechim, em 21 de janeiro de 1926. Na época era pároco o padre Carlos Schwertschlager.
Foi nomeado pároco da Igreja São José de Erechim em 1926, onde permaneceu até 1950. De 1950 a 1966 sua biografia é esparsamente conhecida. Sua última atividade profissional foi como capelão do Hospital Santa Isabel de Gaurama.

## Morte
Em 27 de março de 1984 morreu em um acidente de trânsito ao cruzar a BR-153 saindo de Erechim para Gaurama. Foi sepultado no cemitério municipal de Erechim. Seus restos mortais foram depois colocados em um túmulo na entrada do cemitério. Desde agosto de 2001 seus restos mortais repousam na Catedral de Erechim.
Escrevia com o pseudônimo de Chico Tasso.

## Obras
- Tasso, Chico, "Meu Erechim Cinqüentão". 1968.